# Klaus Heidegger
Pour les articles homonymes, voir Heidegger.
 (octobre 2015).

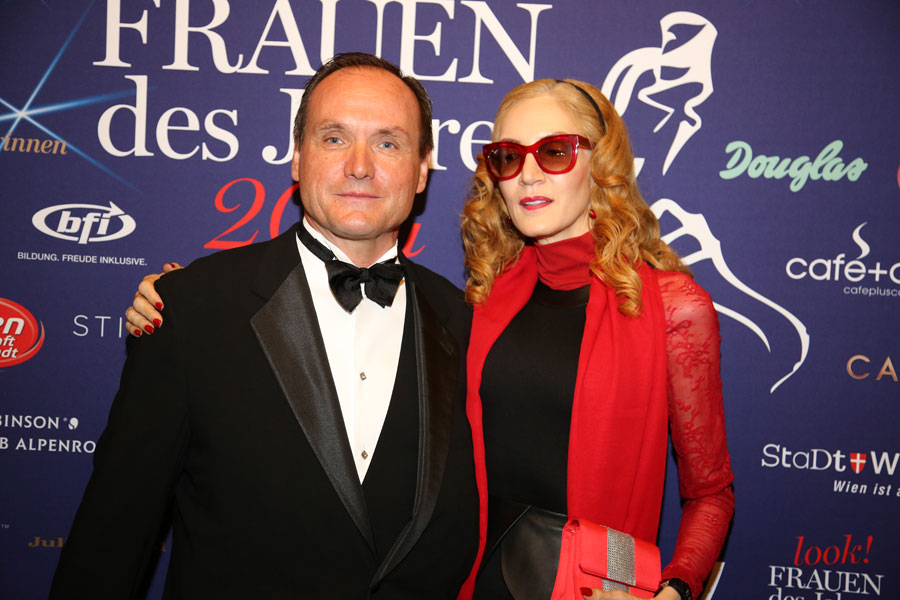
Klaus Heidegger avec sa femme Jami en 2014.

Klaus Heidegger, né le 19 août 1957 à Innsbruck, est un ancien skieur alpin autrichien.

## Coupe du monde
- Meilleur résultat au classement général : 2e en 1977
  - 5 victoires : 2 géants et 3 slaloms
  - 14 podiums

### Saison par saison
- Coupe du monde 1976 :
  - Classement général : 49e
- Coupe du monde 1977 :
  - Classement général : 2e
    - 2 victoires en géant : Garmisch et Voss
    - 1 victoire en slalom : Furano
- Coupe du monde 1978 :
  - Classement général : 4e
    - 2 victoires en slalom : Wengen et Kitzbühel
- Coupe du monde 1979 :
  - Classement général : 30e
- Coupe du monde 1980 :
  - Classement général : 32e
- Coupe du monde 1981 :
  - Classement général : 98e
- Coupe du monde 1983 :
  - Classement général : 46e
- Coupe du monde 1984 :
  - Classement général : 41e
- Coupe du monde 1985 :
  - Classement général : 34e
- Coupe du monde 1986 :
  - Classement général : 49e

## Arlberg-Kandahar
- Meilleur résultat : 2e place dans le slalom 1977 à Sankt Anton